# مشروع امرأة نحو القمة

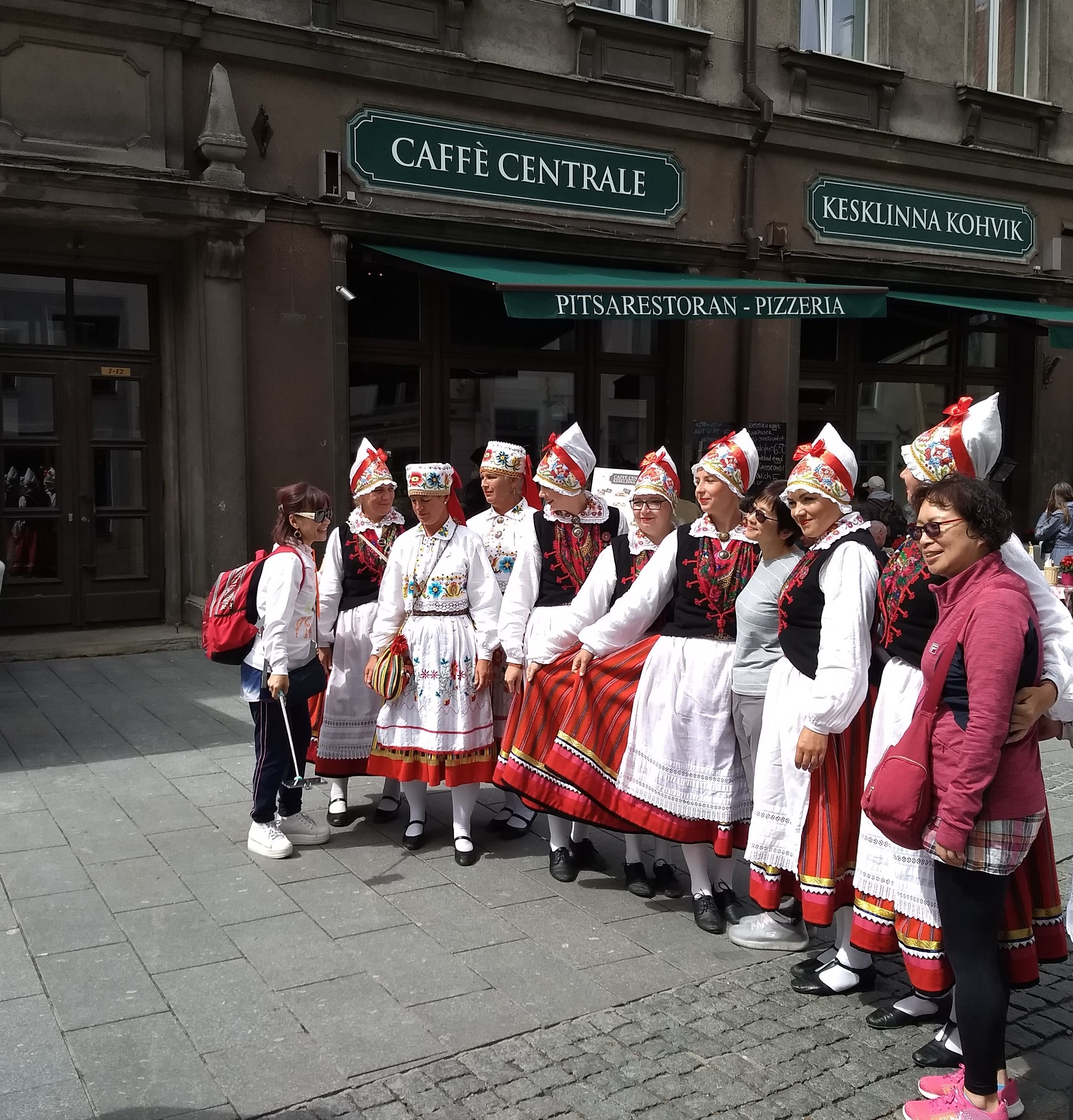
نساء إستونيات يرتدين الملابس التقليدية مع السياح

مشروع امرأة نحو القمة هو عبارة عن مشروع أوروبي كان هدفه إيصال المزيد من النساء إلى المناصب العليا في التسيير، تم تمويل هذا المشروع من قبل المفوضية الأوروبية شاركت فيه كل من إستونيا والدنمارك والسويد واليونان وذلك في الفترة الممتدة بين 2002 و2003، وعرف المشروع أوجه في مؤتمر دولي عقد في ستلكهوم في الفترة الممتدة بين 24 و 25 يناير 2005، وبلغ مجموع الميزانية فيه إلى 5.6 ملايين كرونة سويدية أي ما يعادل نصف مليون يورو، ولقد تم توجيه هذا المشروع لرواد الأعمال في القطاعين العام والخاص.

## تجارب مشروع امرأة نحو القمة

### التجربة في إستونيا
أجرت تين رايتفيير دراسة إستقصائية عن مديرات تنفيذيات لأكثر من 500 شركة في إستونيا. وتم تحديد مائة منهن كأساس لإعداد شبكة غير رسمية ومتابعة برنامج توجيهي، شاركت 80 مديرة تنفيذية في حلقة دراسية أولية. وتابعت تسعة منهن حلقات العمل اللاحقة.
ما يلفت الانتباه أن معظم الشركات المشاركة مملوكة من قبل أجانب، وذلك اعتقادا بأن المديرات التنفيذيات لهذه الشركات ستكون أكثر  إستعدادا للمشاركة في المشروع من المديرات التنفيذيات للشركات الإستونية.

### التجرية في الدنمارك
حضر المشروع واحد وخمسون من أفضل كبار المديرين لشبكات متعددة التخصصات استضافها تشيلي و اتحادان عماليان هما الاتحاد الدانمركي للمهندسين والرابطة الدانمركية للمحامين والاقتصادين. وشكلت هذه النساء شبكات مهنية للمرأة في الإدارة والتسيير وفي إدارة الموارد البشرية وفي إدارة المشاريع.
تميز هذا المشروع بحضور العديد من الحلقات الدراسية ومؤتمرات وطنية. وبالإضافة إلى ذلك شاركت أربع شركات توظيف في تشكيل فرق هدفها العمل من أجل وضع توصيات جنسانية للخبراء الاستشاريين والمديرين.

### التجربة في اليونان
عمل المشروع في اليونان مع مركز البحوث للمساواة بين الجنسين. وحضرته 30 امرأة؛ وتم تناول فيه طرق تنظيم المشاريع للنساء اللاتي يرغبن في بدء مشاريعهن التجارية الخاصة. وحضرت سبع نساء أخريات حلقات عمل مهنية نظمتها منظمات: كمنظمة الأملو ومنظمة الغيكاو بلدية أثينا. كما شارك أعضاء من عشر شركات توظيف في حلقات دراسية وبحوث بشأن عدم المساواة بين الجنسين والقيادة. وأجريت دراسة استقصائية لمعرفة المزيد عن نوع الجنس والعمالة.

### التجربة في السويد
تولى إدارة المشروع أمين المظالم المعني بتكافؤ الفرص، وشارك فيه إلى جانب ماريترو لوفيك(كرئيسة للمشروع)، خمسة عشرة شركة سويدية رئيسية، من القطاعين العام والخاص، حيث تم إنشاء شبكات وبرنامج توجيهية.
وتم تقييم المشروع من قبل أمين المظالم المعني بتكافؤ الفرص ، ومدرسة الأعمال والاقتصاد والقانون بجامعة غوتنبرغ.